# Szylcewo
Szylcewo (ros. Шильцево) – wieś (dieriewnia) w Rosji, w obwodzie leningradzkim, w rejonie łużskim. W 2010 liczyła 100 mieszkańców.